# Moehringia diversifolia
Moehringia diversifolia là loài thực vật có hoa thuộc họ Cẩm chướng. Loài này được Dolliner ex Koch mô tả khoa học đầu tiên năm 1839.